# إسحاق صالام
إسحاق صالام (من مواليد 1966؛ باتمان ) وهو سياسي ومحامي تركي من أصل كردي .

## الحياة الشخصية
وفي 7 أكتوبر 2018، انعقد المؤتمر الثالث لحزب الدعوة الحرة (HÜDA PAR). تم انتخابه رئيسا في المؤتمر العادي. صاغلام متزوج وأب لسبعة أطفال. 